# کولوم (داکوتای جنوبی)
کولوم(به انگلیسی: Colome) شهری در ایالت داکوتای جنوبی کشور ایالات متحده آمریکا است که جمعیت آن در سرشماری سال ۲۰۱۰ میلادی، ۲۹۶ نفر بوده است.